# Первомайка (Томская область)
Первомайка — исчезнувшая деревня в Колпашевском районе Томской области. На момент упразднения входила в состав Чажемтовского сельского поселения. Упразднена в 2014 году.

## География
Деревня располагалась на краю болота Петропавловское, севернее региональной дороги Северный широтный коридор, в 8 км (по прямой) к северо-западу от села Чажемто.

## История
Деревня возникла в начале 1930-х годов, когда бассейн Чая стал местом расселения спецпоселенцев из числа кулаков. По данным на 1938 год спецпосёлок Первомайская являлся центром Первомайской поселковой комендатуры. В посёлке проживала 107 семей спецпоселенцев.
Постановлением Законодательной Думы Томской области от 30.10.2014 № 2289 деревня Первомайка исключена из учётных данных.

## Население
| 1939 | 1952 | 1959 | 1970 | 1979 | 1989 | 2002 |
| ---- | ---- | ---- | ---- | ---- | ---- | ---- |
| 438  | ↘302 | ↘216 | ↘110 | ↘89  | ↘32  | ↘7   |
| 2012 | 2013 | 2014 |      |      |      |      |
| ↘0   | →0   | →0   |      |      |      |      |

В 1938 году в поселке проживало 483 спецпоселенца, в том числе 106 мужчин, 117 женщин и 260 детей до 16 лет.